# Bruce Dyer
Bruce Antonio Noel Emmanuel Dyer (ur. 13 kwietnia 1975) – angielski piłkarz, który występował na pozycji napastnika.